# Club Champagnat
Club Champagnat es un club deportivo argentino con sede en Buenos Aires, mientras que sus instalaciones y estadio están en el Barrio Champagnat de Estancias del Pilar.
Champagnat es conocido principalmente por su equipo de rugby, que actualmente juega en el Top 12, la primera división del sistema de liga URBA. Liga a la cual ascendió en fin del año 2023. Participó durante 11 temporadas en el Top 12, en 2024 será su temporada número 12. La última vez había sido en el 2011.
El 18 de noviembre de 2023, Champagnat logra el regreso a la máxima categoría del rugby de Buenos Aires, al obtener el ascenso luego de vencer a Los Matreros por 42 a 36. Champagnat jugara en el Top 12 de la URBA a partir de la temporada 2024.
La barra de Champagnat, conocida como "La Champastone", es liderada por la facción de Rocco Arocena y por Stanley, conocido como "El Alemán". Hoy en día, el liderazgo de "La Champastone" está en disputa interna entre la facción mencionada y la facción de Bello, conocido como "Bigote", y la 16
Otros deportes que se practican en Champagnat son el fútbol y el hockey sobre césped.

## Historia
En 1954, Ángel Diez, entonces profesor del Colegio Champagnat, junto con otros religiosos de la congregación, inscribieron al equipo de rugby del colegio en la "River Plate Rugby Union" (hoy Unión Argentina de Rugby) para disputar sus torneos.
El club empezó a jugar en sexta división con un equipo formado exclusivamente por alumnos de la escuela. El 30 de noviembre de 1956 se constituyó oficialmente el Club Champagnat, siendo Lino Landajo el primer presidente. El club tenía nueve equipos competitivos para entonces.
El club acogió todas sus actividades en el campo del Colegio Champagnat, ubicado en el Partido de General San Martín del Gran Buenos Aires. En 1958 el equipo de rugby ganó el campeonato de tercera división, ascendiendo así a segunda división, donde jugó hasta 1970. Debido a una reestructuración de las ligas, Champagnat inició la temporada de 1971 en Primera División. Un año después, el club se mudó al Partido de Malvinas Argentinas, donde se construyeron canchas de rugby, hockey sobre césped, pádel y tenis, además de una piscina. En 1982 se inauguró la sección de hockey sobre césped femenino, principalmente con el propósito de ser un entretenimiento para las hijas de sus miembros debido a que el club no contaba con una actividad específicamente para mujeres.
Ese mismo año el equipo de hockey disputó su primer partido oficial contra el Colegio de la Santa Unión, luego disputando encuentros con otros colegios de la región. El equipo también realizó una gira por algunas provincias argentinas, y luego viajó fuera del país, habiendo realizado giras por Uruguay (en 2005) y Sudáfrica (en 2009).
El equipo de rugby fue relegado a segunda división en 1981, volviendo al máximo nivel en 1983, aunque fue enviado de nuevo a segunda división en 1984. En 1993 el equipo volvió a ganar el torneo de Segunda División, permaneciendo en Primera División (Grupo I) hasta 2013. En 2014, disputó el campeonato en la categoría de Primera A de la URBA. El año 2017 descendió a la Primera B.
El año 2018, Champagnat disputó el torneo de Primera B terminando en la primera posición de la tabla general y consagrándose campeón de la categoría. Esto le concedio el acceso directo para comenzar el año 2019 en Primera A.
En la campaña de 2023 Champagnat obtuvo el ascenso al Top 12, luego de clasificarse tercero en la tabla general y acceder a los playoffs para disputar el segundo ascenso a la máxima categoría del rugby de Buenos Aires. Venció a Los Tilos en semifinales, para obtener el pase al Top 12 luego de vencer, en la final a Los Matreros por 42 a 36. Champagnat disputará el campeonato de Top 12 de la URBA, en la temporada 2024.
El equipo de hockey se inscribió en la Asociación de Hockey de Buenos Aires en 1999, debutando contra el Club Ciudad de Buenos Aires. El equipo ganó el juego por 4-0 y luego ganaría el campeonato, permaneciendo invicto al final de la temporada.